# Trupanea arboreae
Trupanea arboreae är en tvåvingeart som beskrevs av Hardy 1980. Trupanea arboreae ingår i släktet Trupanea och familjen borrflugor. Inga underarter finns listade i Catalogue of Life.